# 2010年冬季残疾人奥林匹克运动会开幕式

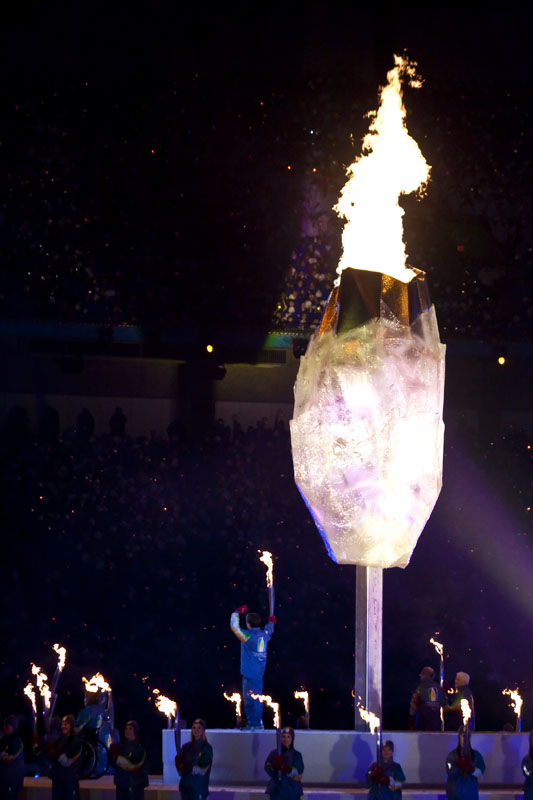
2010年冬季残奥会的圣火由15岁的扎克·博蒙特点燃。

2010年冬季残疾人奥林匹克运动会开幕式于当地时间2010年3月12日下午6:00（北京时间3月13日上午10:00）在加拿大不列颠哥伦比亚温哥华的卑诗体育馆举行。
宣布这次残奥会开幕的是加拿大女皇伊丽莎白二世的代表加拿大总督米歇尔·让。

## 程序

### 国歌
歌手特里·凯莉是加拿大国歌啊，加拿大的演唱者。特里·凯莉是一位盲人，也是前残奥会运动员。马里·克拉用美国手语（ASL）表演了一段手语，当时数百名儿童用他们的身子组成了一片枫叶。

### 各国旗手巡游
各国旗手和运动员出场顺序是依照各国英文名称的首字母来排序的，所以，第一个出场的是安道尔，最后一个是东道主加拿大。加拿大拥有最庞大的运动员阵容（共55人）。

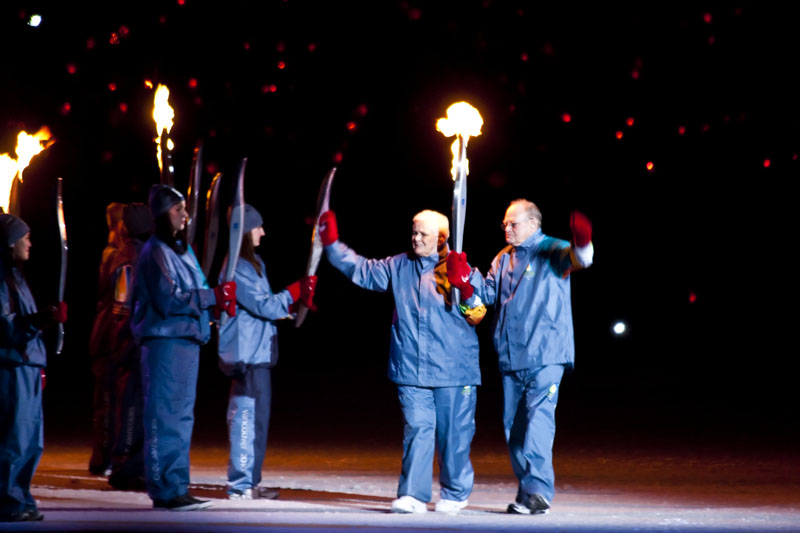
泰瑞·福克斯的家人贝蒂·福克斯和洛里·福克斯在体育馆内进行火炬接力。

### 宣誓
加拿大冰上雪橇曲棍球运动员荷芙勋爵代表运动员宣运动员誓。加拿大冰壶裁判琳达·柯顿代表所有比赛裁判宣誓。

## 出席政要和其他官员
- 加拿大总督：米歇尔·让
- 加拿大总督配偶：让-丹尼尔·拉夫
- 加拿大总理：斯蒂芬·哈珀
- 不列颠哥伦比亚省省长：戈登·坎贝尔和他的妻子南希·坎贝尔
- 加拿大残奥会大使、前温哥华市长：山姆·苏利文
- 国际残疾人奥林匹克委员会主席：菲利普·克雷文

## 媒体报道

### 现场直播
- 加拿大: CTV温哥华
- : SBS
- 西班牙: TVE
- 法國: 法国电视二台
- 新西兰: 天空体育台
- 瑞典: 瑞典电视台
- 开幕式在残奥会体育电视台有现场直播，仪式结束2小时后，可以点播。[2]

### 延迟播出
- 俄羅斯: 俄罗斯电视1台
- 挪威: 挪威广播公司
- 乌克兰: 乌克兰国家电视公司
- 加拿大: CTV (覆盖全境)
- 美国: 全国广播公司
- : 澳大利亚广播公司